# Katrien de Blauwer
Katrien de Blauwer, née en 1969 à Renaix, est une artiste plasticienne belge.

## Biographie
Après des études de peinture à Gand, Katrien de Blauwer étudie la mode durant deux ans à la Académie royale des beaux-arts d'Anvers, avant de se lancer dans ses premiers livres de collage. C’est à cette époque qu’elle fait ses premières compilations de collages, d'études et moodbooks[Quoi ?] pour des collections de mode. Plus âgée, elle commence à collecter, couper et recycler des images comme thérapie à la recherche de son identité.

## Pratique artistique
Katrien de Blauwer se qualifie elle même de « photographe sans appareil photo ». Elle collectionne des magazines vintage, principalement des années 60 et 70, découpe des photographies en noir et blanc, parfois en couleur pour les faire fusionner. Ses compositions, souvent épurées et de dimensions réduite, sont donc obtenues par découpage et montage d’images.
Son œuvre introspective, où la figure féminine est omniprésente, est à la fois intimiste et universaliste. Ses découpes radicales dans des photographies populaires, voire stéréotypées, des revues et magazines, lui permettent de créer un vaste registre visuel anonyme et énigmatique, dans une même gamme de gris nuancée, au rendu mat et poudré. L’assemblage révèle le contenu latent des images et produit une intense charge narrative, parfois accentuée d'un trait de crayon ou de peinture, tracé au pastel, ou d’éclaboussures de peinture : « Aucun collage n’est cependant ni explicitement narratif ni assurément symbolique. Sans doute entre-t-il en eux des sous-entendus autobiographiques, des souvenirs d’enfance peut-être, des bribes de films et de livres. Katrien de Blauwer laisse supposer leur présence, tout en ne donnant à reconnaître que des indices incomplets et incertains. »

## Monographies
- Inappropriate Repetitions, Redfoxpress, 2012
- I do not want to disappear silently into the night, Avarie, 2014
- Stills, IIKKI BOOKS, 2016
- When I Was a Boy, Libraryman, 2018
- Dirty Scenes? Libraryman, 2019
- Why I Hate Cars, Libraryman, 2019
- You Could at Least Pretend to Like Yellow, Libraryman, 2020
- Les Photos qu'elle ne montre à personne, éditions Textuel, 2022